# Gizem Erdogan
Gizem Suna Erdogan (Högsbo, Göteborg, 30 d'abril de 1987) és una actriu sueca, coneguda pel seu paper a la sèrie de televisió Kalifat.
Erdogan es va formar a l'institut del teatre de Malmö des del 2012 fins al 2015. Ha participat en actuacions al Kulturhuset Stadsteatern d'Estocolm i forma part del conjunt permanent del Goteborg Stadsteater on ha interpreatat Alicia a Alicia al País de les Meravelles, entre d'altres. El 2015 va fer el seu debut cinematogràfic en el llargmetratge Svenskjävel.
El 2017, va protagonitzar el llargmetratge Dröm vidare, amb el paper pel qual va ser nominada al premi Guldbagge a millor actriu secundària el 2018. El 2017, Erdogan va ser nominada al Premi Star Rising al Festival de Cinema d'Estocolm. El 2020 va assumir un dels papers protagonistes a la sèrie Kalifat.

## Filmografia seleccionada
- 2010 – En liten grej bara...
- 2015 – Svenskjävel
- 2017 – Dröm vidare
- 2017 – Agenterna (sèrie)
- 2017 – Drakens hotell (sèrie)
- 2017 – Alex (sèrie)
- 2019 – Hidden – Förstfödd sèrie)
- 2019 – En komikers uppväxt
- 2019 – Sorry Not Sorry
- 2020 – Kalifat (sèrie)
- 2020/2022 – Kärlek & anarki (sèrie de televisió)